# Ochodaeus chrysomeloides
Ochodaeus chrysomeloides es una especie de coleóptero de la familia Ochodaeidae.

## Distribución geográfica
Habita en el paleártico: Europa y el norte de Oriente Próximo.